# Radoši kod Žbandaja
Radoši kod Žbandaja (en italien : Radossi di Sbandati) est une localité de Croatie située en Istrie, dans la municipalité de Poreč, dans le comitat d'Istrie. En 2001, la localité comptait 61 habitants.

## Démographie
| 1948 | 1953 | 1961 | 1971 | 1981 | 1991 | 2001 |
| ---- | ---- | ---- | ---- | ---- | ---- | ---- |
| 52   | 41   | 45   | 42   | 33   | 73   | 61   |